# Västerljungs landskommun
Västerljungs landskommun var en kommun i Södermanlands län.

## Administrativ historik
Den 1 januari 1863, när kommunalförordningarna började tillämpas, skapades över hela riket cirka 2 500 kommuner, varav 89 städer, 8 köpingar och resten landskommuner. Då inrättades i Västerljungs socken i Hölebo härad i Södermanland denna kommun.
Vid kommunreformen 1952 uppgick denna kommun i Vagnhärads landskommun som ägde bestånd fram till 1974 då dess område gick upp i Nyköpings kommun där sedan 1992 området bröts ut och uppgick i Trosa kommun.

## Politik

### Mandatfördelning i Västerljungs landskommun 1938-1946
| 6 | 3 | 8 | 3 |

| 19 |

| 2 | 6 | 7 | 5 |

| 19 |

| 5 | 10 | 5 |

| 17 | 3 |